# Eau hydrogénée
Pour les articles homonymes, voir Eau (homonymie).
Ne doit pas être confondu avec Eau hydroxydase ou Eau oxygénée.
L'eau hydrogénée est de l'eau contenant du dihydrogène dissous. Elle est utilisée dans l'industrie pour le lavage de semi-conducteurs et de cristaux liquides. Cette eau, potable, est également vendue dans le commerce.